# Eder Silva Ferreira
Eder Silva Ferreira (nacido el 7 de abril de 1983) es un futbolista brasileño que se desempeña como centrocampista.
En 2010, Eder se unió al Vitória da Conquista. Después de eso, jugó en el Bragantino, Novo Hamburgo, Shonan Bellmare, Guarani y SC Atibaia.

## Trayectoria

### Clubes
| Club                 | País   | Año         |
| -------------------- | ------ | ----------- |
| Vitória da Conquista | Brasil | 2010        |
| Bragantino           | Brasil | 2010 - 2013 |
| Novo Hamburgo        | Brasil | 2013        |
| Vitória da Conquista | Brasil | 2013        |
| Shonan Bellmare      | Japón  | 2014        |
| Guarani              | Brasil | 2015        |
| SC Atibaia           | Brasil | 2016        |